# Louhunsalmi hängbro
Louhunsalmi hängbro (finska: Louhunsalmen riippusilta) är en bro i Jyväskylä i Finland som förbinder öarna Säynätsalo och Lehtisaari. Den planerades av Bruno Kivisalo, och invigdes 1957. Dess längd är 162 meter. Den byggdes mestadels med medel av Säynätsalo kommun. Den var under en tid Finlands längsta hängbro. 